# 国立インディラ・ガンディー・オープン大学
国立インディラ･ガンディー･オープン大学（こくりついんでぃらがんでぃーおーぷんだいがく、英語: Indira Gandhi National Open University、公用語表記: इन्दिरा गांधी राष्ट्रीय मुक्त विश्वविद्यालय）は、ニューデリー、インドに本部を置くインドの国立大学。1985年創立、1985年大学設置。大学の略称はIGNOU。
世界で最も規模の大きな大学である。生徒数は学部生がおよそ200万人。大学院生が約54万人である。学部、大学院ともに学べる学科が極めて多く、充実している。
通信制の大学であり、インド各地に学習センターが存在する。また主に後進発展途上国（ネパールなど）を中心にこの大学のパートナー機関が存在し、世界の貧困層に高等教育の機会を与えている。日本には学習センターがないため、この大学に入学することはできない。インドや学習センターのある国に住んでいる日本人はこの限りではない。
英語で講義を行う科目と、ヒンディー語で講義を行う科目がある。

## 公式サイト
- 公式サイト